# Mirandol-Bourgnounac
Mirandol-Bourgnounac är en kommun i departementet Tarn i regionen Occitanien i södra Frankrike. Kommunen ligger i kantonen Pampelonne som tillhör arrondissementet Albi. År 2022 hade Mirandol-Bourgnounac 1 031 invånare.

## Befolkningsutveckling
Antalet invånare i kommunen Mirandol-Bourgnounac
| Referens: INSEE |